# Đào tiên cảnh
Đào tiên cảnh (danh pháp khoa học: Crescentia alata) là một loài thực vật có hoa trong họ Chùm ớt. Loài này được Kunth mô tả khoa học đầu tiên năm 1818.